# Hemsjön (Karlslunda socken, Småland)
Hemsjön är en sjö i Kalmar kommun i Småland och ingår i Hagbyåns huvudavrinningsområde. Sjön har en area på 0,0264 kvadratkilometer och ligger 83,9 meter över havet. Sjön avvattnas av vattendraget Svartabäcken.

## Delavrinningsområde
Hemsjön ingår i det delavrinningsområde (627473-150355) som SMHI kallar för Inloppet i Vänsjösjön. Medelhöjden är 91 meter över havet och ytan är 4,2 kvadratkilometer. Räknas de 4 avrinningsområdena uppströms in blir den ackumulerade arean 108,37 kvadratkilometer. Svartabäcken som avvattnar avrinningsområdet har biflödesordning 2, vilket innebär att vattnet flödar genom totalt 2 vattendrag innan det når havet efter 31 kilometer. Avrinningsområdet består mestadels av skog (81 procent) och öppen mark (10 procent). Avrinningsområdet har 0,04 kvadratkilometer vattenytor vilket ger det en sjöprocent på 0,9 procent.